# Leonor de Castilla la de los Leones
Leonor de Castilla la de los Leones (m. c. 1413), fue una dama castellana, hija ilegítima del rey Enrique II de Castilla y de Leonor Álvarez.
Fue señora de la villa de Dueñas, situada en la provincia de Palencia.

## Orígenes familiares
Fue hija ilegítima del rey Enrique II de Castilla y de Leonor Álvarez, y por parte paterna era nieta del rey Alfonso XI de Castilla y de su amante, Leonor de Guzmán. Sin embargo, se desconoce la ascendencia familiar de su madre, Leonor Álvarez.
Fue hermana de Fernando de Castilla, que contrajo matrimonio con Leonor Sarmiento, y medio hermana por parte de padre, entre otros, del rey Juan I de Castilla, de la reina Leonor de Trastámara, que fue reina consorte de Navarra por su matrimonio con el rey Carlos III, y de Enrique de Castilla, que fue duque de Medina Sidonia y conde de Cabra.

## Biografía

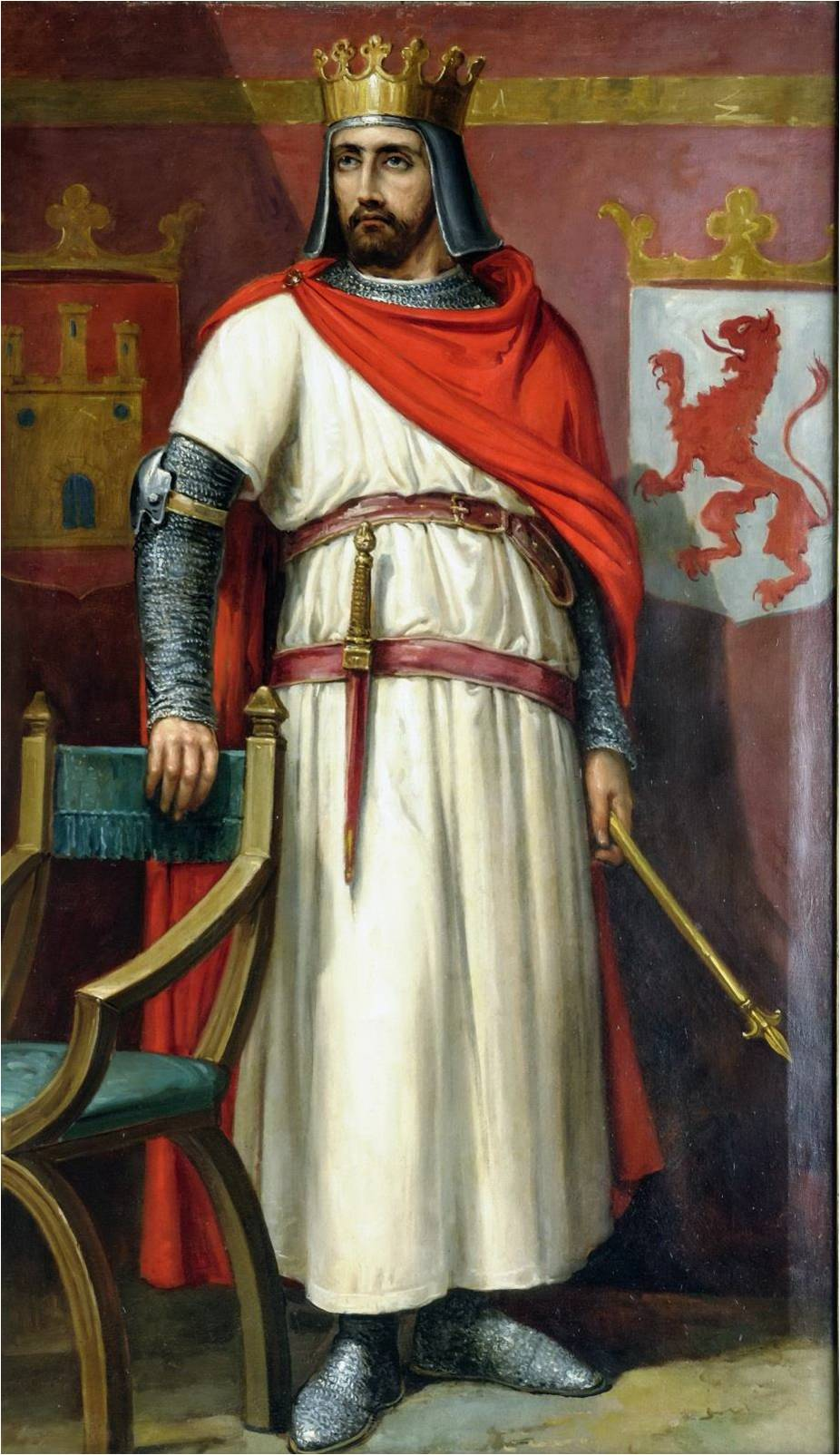
Retrato imaginario de Enrique II de Castilla. José María Rodríguez de Losada. (Ayuntamiento de León).

Se desconoce su fecha de nacimiento. El periodista e historiador José María Quadrado consignó en el tomo IX de sus Recuerdos y bellezas de España, aunque sin citar ninguna fuente, que según la tradición Enrique II, que había dudado de que Leonor fuese hija suya, la arrojó a los leones, aunque la historia afirma que la niña fue respetada por las fieras y que ello le demostró al rey la inocencia de su madre. Y según el Libro de Memorias del convento de San Francisco de Valladolid, Leonor fue conocida por este hecho como la de los Leones, y Enrique II les concedió a su madre y a ella numerosos bienes entre los que figuraba el señorío de Dueñas, del que hay constancia que fue entregado por el rey a Leonor Álvarez en 1367.
En un pasaje de la Crónica del rey Don Pedro, como advirtió el genealogista e historiador Jaime de Salazar y Acha, se afirma que Leonor fue hecha prisionera por Pedro I de Castilla, hermanastro de Enrique II, cuando dicho monarca huía hacia Galicia para buscar apoyos a su causa, y que dicho monarca la había retenido durante algún tiempo. Pero el mencionado texto también indica que se apoderaron de Leonor en esos momentos Álvar Pérez de Castro y el conde de Barcelos, Juan Alfonso Tello, que habían sido enviados por el rey Pedro I de Portugal para que pusieran a salvo al monarca castellano en Galicia, y que estos dos nobles llevaron a Leonor al monarca portugués:

E tomáronle estonce á Doña Leonor fija del Rey Don Enrique, la qual levaba presa el Rey Don Pedro, que avia ya tiempo que ella era presa en su poder, é trogieronla al Rey de Portogal.

Su madre falleció según algunos autores en Valladolid en 1369, año en que Enrique II subió al trono, pero otros historiadores modernos afirman, basándose en diferentes pruebas, que probablemente falleció en 1407, y José María Quadrado señaló que se celebraron en memoria suya unas solemnes honras fúnebres en el convento de San Francisco de Valladolid, donde fueron enterradas tanto ella como su hija Leonor.
En el testamento que el rey Enrique II otorgó en 1374, legó a su amante Leonor Álvarez 10.000 maravedíes anuales en tanto durase su vida, y a su hija Leonor, que estaba prometida con Alfonso de Aragón el Joven, le legó 20.000 doblas de oro en el caso de que dicho matrimonio no llegara a celebrarse:

Otrosi tenemos por bien é mandamos, que en caso que el casamiento de Doña Leonor mi fija non se ficiese con Don Alfonso, fijo del Marques de Villena, con quien agora es desposada, que dén a la dicha Doña Leonor veinte mil doblas de oro para su casamiento, é estas doblas que se las dén de qualquier tesoro que nos dexemos, ó de las rentas de nuestros Regnos. E si las doblas non se podieren aver, mandamos que le dén heredades que monten esta quantia, aquellas que sean bien vistas de la Regna é del Infante, o de qualquier dellos.

Sin embargo, al final el matrimonio de Leonor de Castilla con Alfonso de Aragón el Joven, que a la muerte de su padre pasaría a ser duque de Gandia y conde de Ribagorza, no llegó a celebrarse, y en otra de las disposiciones de su testamento el rey Enrique II ordenó que si Leonor o alguna de sus medio hermanas llegara a casarse sin el consentimiento de la reina Juana Manuel o del infante Juan de Castilla, hijo de Enrique II y heredero del trono, todos los legados que su padre les hacía en su testamento carecerían de validez.

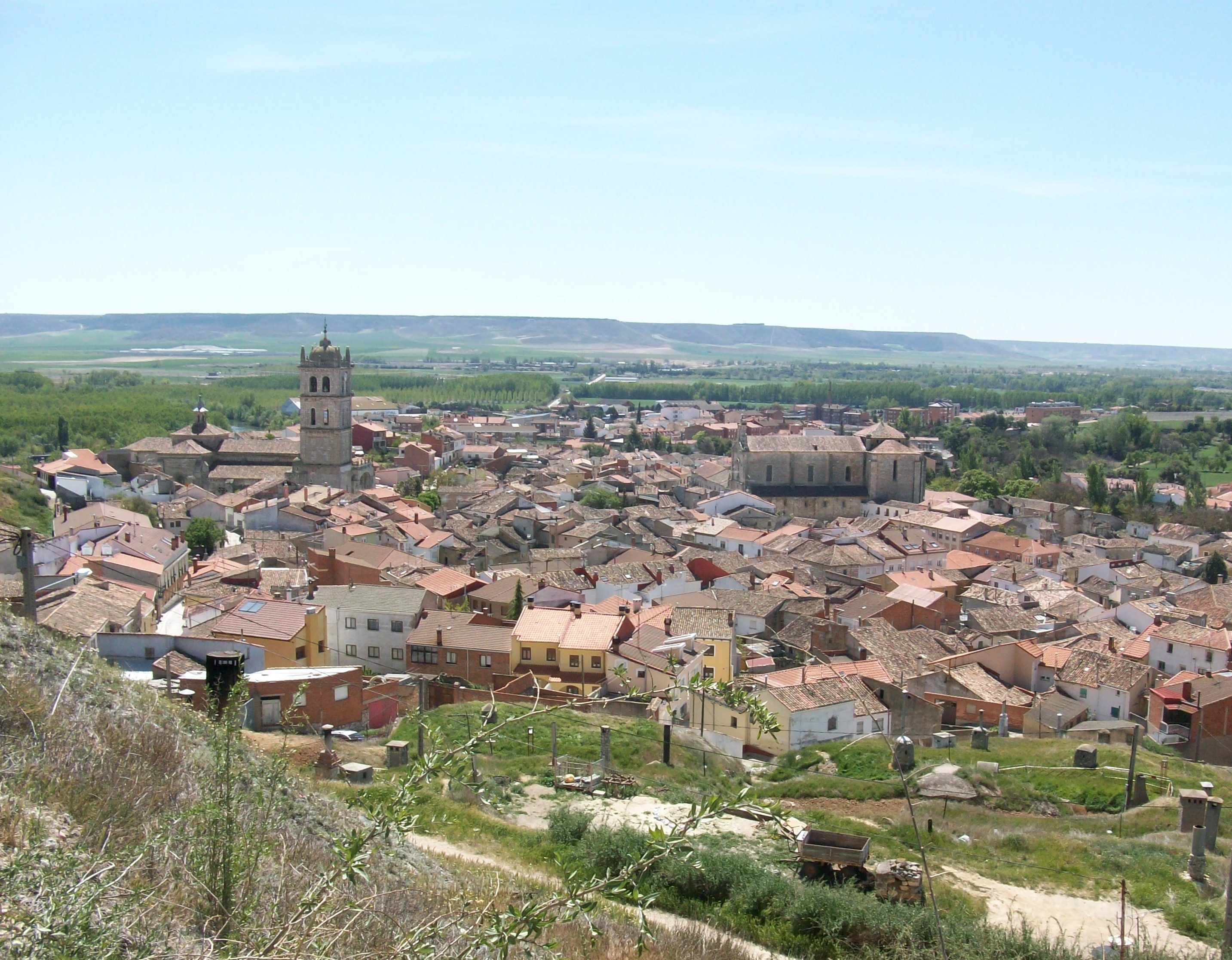
Vista del municipio de Dueñas. (Provincia de Palencia).

El 11 de mayo de 1380, en Sevilla, la madre de Leonor de Castilla, Leonor Álvarez, que en esos momentos era vecina en la collación de San Martín de Sevilla, devolvió a una vecina de la collación de San Miguel de la misma ciudad, Inés Fernández, que era la esposa de un individuo llamado Ruy García, que había sido tenedor de las Atarazanas de Sevilla, todos los bienes que habían pertenecido a la mencionada Inés Fernández y que el rey Enrique II le había entregado a ella. Sin embargo, Leonor Álvarez no devolvió a Inés Fernández ni la mitad de un molino de aceite en Palomares, ni algunas partes de ciertos olivares en el mismo lugar, ni un haza de las tierras que la mencionada Inés Fernández había heredado de su padre en Arroyo Molinos, y también conservó la propiedad de todas las casas que Inés tenía en la ciudad de Sevilla, y el derecho a que sus animales pastaran en las dehesas de Inés.
Leonor heredó el señorío sobre la villa de Dueñas, aunque algunos historiadores afirman que sus derechos sobre la villa no duraron mucho tiempo, ya que en 1397 Juan I de Castilla empeñó la villa junto con su jurisdicción criminal a su medio hermana Leonor por la suma de 9.500 libras que él le adeudaba, y que posteriormente serían satisfechas por el concejo de la villa de Dueñas en 1399. Y dos años antes, en 1397, el rey Enrique III de Castilla, que era sobrino carnal de Leonor, ordenó mediante un privilegio que la villa de Dueñas no fuera separada jamás del patrimonio de la Corona, y su hijo Juan II dispuso lo mismo en 1407, 1412 y 1419, aunque en 1439 la villa pasó a ser propiedad de Pedro Vázquez de Acuña, que posteriormente llegaría a ser conde de Buendía.
El 6 de junio de 1409, según consta en una escritura otorgada en esa fecha por Leonor de Castilla, esta última reconoció que se había apoderado por la fuerza e ilegalmente de diversos bienes que pertenecían a su difunta hermana paterna Beatriz de Castilla, que había estado casada con Juan Alonso Pérez de Guzmán, conde de Niebla y señor de Sanlúcar de Barrameda. Y según consta en esa declaración, los bienes de los que se había apoderado Leonor consistían en plata, aljófar, joyas, y «una Mora y un Moro», y para compensar a sus sobrinos, que eran hijos de su medio hermana Beatriz, por lo que les había tomado, les entregó el lugar de Torre-Alva y Palomares.

## Testamento y muerte
Leonor de Castilla otorgó testamento el 1 de julio de 1412 en la ciudad de Sevilla, y entre otras muchas disposiciones, declaró herederas de todos sus bienes a las religiosas del convento de Santa Clara de Valladolid, a las que legó todos sus bienes raíces, heredades, olivares y vasallos, aunque se los concedió a condición de que las monjas clarisas no podrían vender esas propiedades o disponer de ellas sin el consentimiento expreso del guardián y de los discretos del convento de San Francisco de Valladolid. Y a los frailes de este último convento, en el que Leonor deseaba ser enterrada junto a su madre, les legó dos terceras partes del dinero que quedara cuando se hubieran cumplido todas sus disposiciones testamentarias y legados, a fin de que con él se sostuvieran dos capellanías en su convento y una lámpara ardiera junto al Santísimo Sacramento. Sin embargo, cuando los franciscanos vallisoletanos acataron la Observancia, todos las rentas y propiedades que Leonor de Castilla les había cedido en su testamento fueron a su vez cedidos por aquellos en 1440, y por disposición expresa del papa Eugenio IV, a las religiosas del convento de Santa Clara de Valladolid.

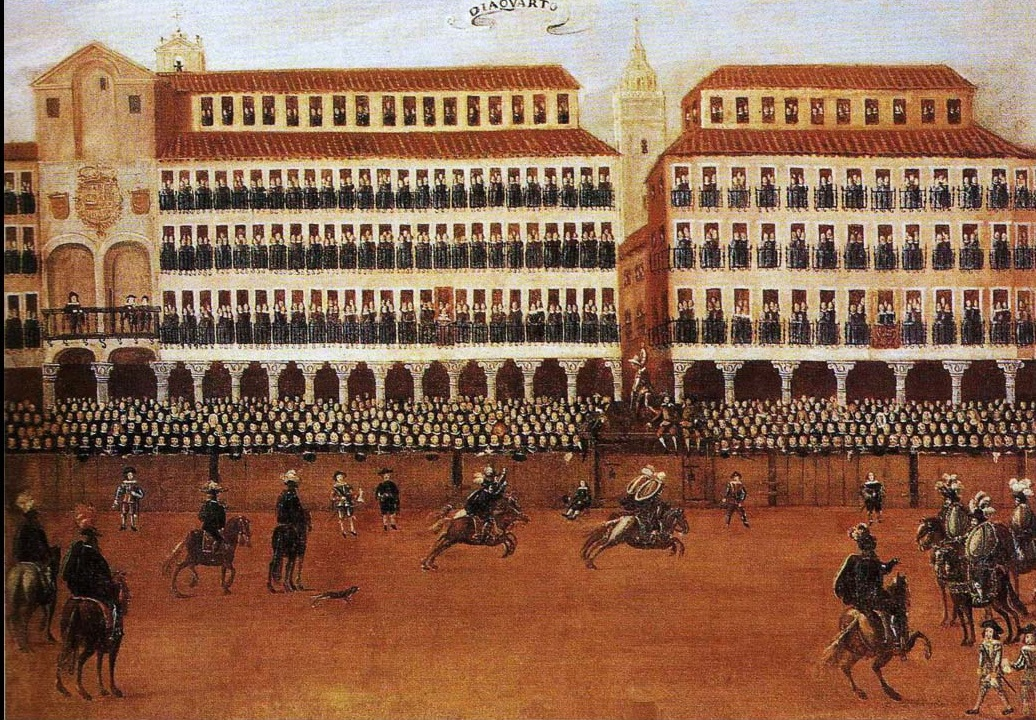
Lienzo de 1656 que representa la fachada principal (a la izquierda de la imagen) del desaparecido convento de San Francisco de Valladolid.

También dispuso Leonor que tres de sus albaceas testamentarios fueran el guardián del convento de San Francisco de Valladolid, que recibió por ello la cantidad de 1.500 maravedís, y también los religiosos fray Juan y fray Martín, del mismo convento, y Leonor ordenó que si las monjas del convento de Santa Clara no atendían debidamente los bienes que ella les legaba, los franciscanos de Valladolid podrían, contando con el previo consentimiento «del mynistro de la prouinçia de Castilla que fuere a la sazon e del custodio de la custodia de Palencia», privarles de los mismos. Y Leonor también mandó que cierta cantidad del dinero que dejaba a los franciscanos de Valladolid se emplease en vestir a los “fraylezillos pobres” del convento, que según algunos autores solían ser niños pobres de hasta unos catorce años de edad que vivían allí, y también dejó cierta cantidad para que en la enfermería del convento se colocaran cinco o seis camas destinadas a los hermanos enfermos.
En su testamento, Leonor también ordenó edificar en el convento de San Francisco de Valladolid una capilla que, debido al nombre de su fundadora, sería conocida como capilla de los Leones, y que se hallaba junto a la capilla mayor y cerca del coro y de la sacristía, y en el lado de la Epístola. Y Leonor solicitó que su cadáver recibiera sepultura junto a los restos de su madre en dicha capilla, que en esta última se construyera una puerta que la comunicara con la iglesia del convento de San Francisco, y que en ella se guardara y venerara también al Santísimo Sacramento en una copa de cristal que la testadora destinó a ese propósito.
Leonor dispuso también en su testamento que todos los clérigos del cabildo de la colegiata de Santa María la Mayor de Valladolid deberían acudir a su entierro, así como todos los sacerdotes de Valladolid y los religiosos de dicha ciudad, y también solicitó:

Que se canten el dia de mi enterramiento en Sant Françisco de la dicha villa de Valladolid sesenta e dos misas, e que las canten los dichos frayles del dicho monesterio. E sy por aventura no oviere tantos frayles, que las digan mando a mis testamentarios que canten frayles o clérigos que las digan, e que les dem por cada misa çinco marauedies.

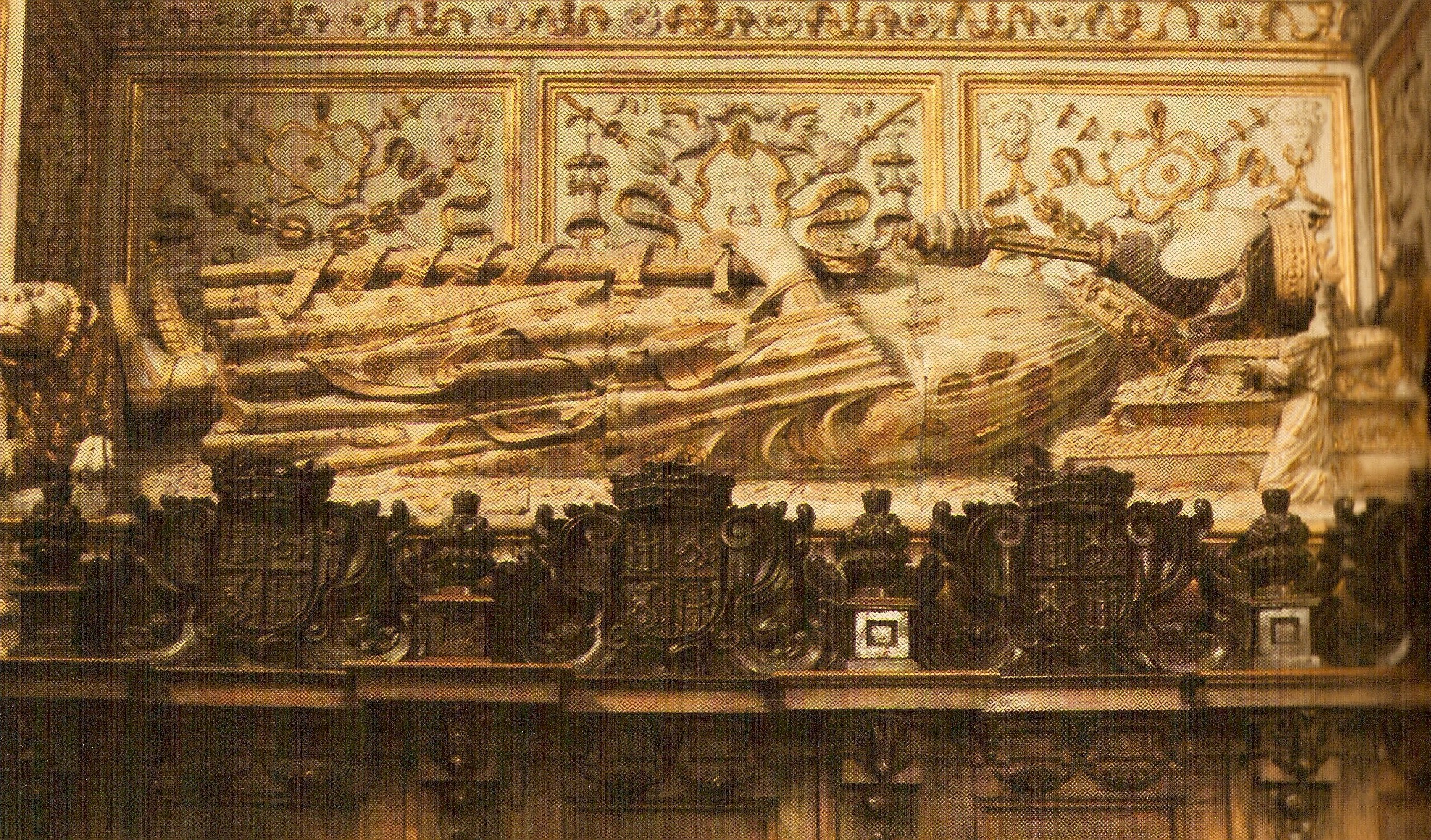
Sepulcro del rey Enrique II de Castilla en la capilla de los Reyes Nuevos de la catedral de Toledo.

Y además Leonor dispuso que cada día se cantara en su capilla una misa por su padre, el rey Enrique II, y otra por ella misma y por su madre, Leonor Álvarez, para lo cual estableció que en su capilla debería haber dos capellanes, y que cada mes los franciscanos de San Francisco de Valladolid, a los que dejó en su testamento 10.000 maravedíes para ello, deberían celebrar un aniversario perpetuo acompañado por «vigilia de difuntos, misa de réquiem, procesión y rezo de responso», y en la festividad del Nacimiento de la Virgen y en la Septuagésima los franciscanos deberían celebrar otros dos aniversarios solemnes. Y Leonor mandó que después de su muerte deberían celebrarse diez treintanarios, de los que tres habrían de oficiarse en el convento de San Francisco de Valladolid, y también que al día siguiente del aniversario de su defunción los franciscanos habrían de celebrar una misa de réquiem con la presencia de un diácono y de un subdiácono.
Por otra parte, también conviene señalar que en su testamento Leonor donó numerosos ornamentos litúrgicos a su capilla del convento de San Francisco de Valladolid, así como paños ricos, alfombras y tapices, y encargó además que se compraran las telas necesarias para confeccionar dalmáticas, amitos, casullas y albas no sólo para que fueran utilizados en su capilla, sino también para el convento de San Francisco y en particular para uno de sus frailes, aunque el historiador Rojo Alique manifestó que, a pesar de su generosidad con el convento en otros aspectos, Leonor insistió en que las telas fueran de «lo que mas de barato valiere», por lo que afirmó que ello pudo estar relacionado con la pobreza recogida en las Constituciones primitivas de los franciscanos, donde había quedado prohibido que los frailes utilizaran tejidos costosos a excepción de en algunas prendas litúrgicas, o bien con el deseo de los franciscanos de reformarse y de volver a su pobreza original y de rechazar por tanto los «ornamentos lujosos».
Leonor de Castilla debió fallecer en 1413, según afirmó el historiador Francisco Javier Rojo Alique, aunque algunos autores señalaron erróneamente que falleció en Guadalajara en 1375.

## Sepultura

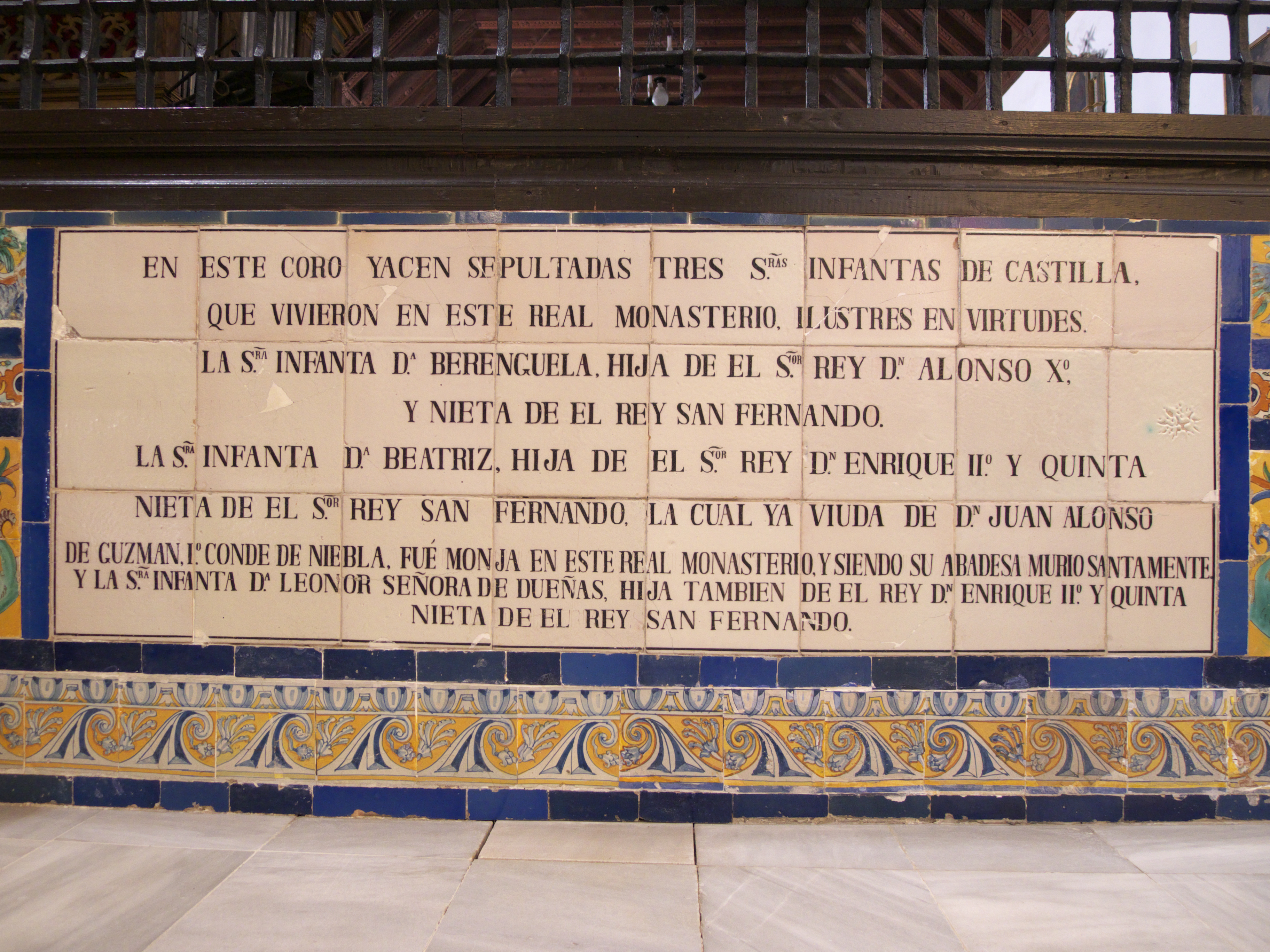
Monasterio de San Clemente (Sevilla). Se lee ... Y LA Sª INFANTA Dª LEONOR SEÑORA DE DUEÑAS, HIJA TAMBIEN DE EL REY DN. ENRIQUE IIº ...

El cadáver de Leonor de Castilla recibió sepultura, según lo dispuesto en su testamento, en la capilla de los Leones del desaparecido convento de San Francisco de Valladolid, donde también había sido enterrada su madre, y los restos de ambas descansaban en sendos sepulcros de alabastro colocados frente al altar de la capilla, aunque el de Leonor Álvarez era «un tercio de vara más alto que el de la hija, que llegaba hasta la nueva puerta que iba a dar a la iglesia». Además, Leonor ordenó en su testamento que junto a su sepulcro, que según algunos autores estaba decorado con algunos leones esculpidos en su cubierta, fueran enterradas tres de sus criadas, pero los restos de ella y los de su madre fueron extraídos en época posterior de sus sepulcros y colocados bajo unas grandes losas de pizarra en el suelo de la misma capilla, sobre las que se colocó el siguiente epitafio:

AQUI YACEN ENTERRADAS DOÑA LEONOR DE LOS LEONES Y DOÑA LEONOR SU HIJA Y DEL REY DON ENRIQUE EL VIEJO, QUE DIOS DE SANTO PARAISO. FINO LA MADRE AQUI EN VALLADOLID EN LA ERA MCCCCVII Y LA HIJA FINO EN LA VILLA DE GUADALAJARA EN LA ERA MCCCCXIII. Y LA DICHA LEONOR HIZO HACER ESTA CAPILLA Y ESTAS SEPULTURAS PARA QUE LA ENTERRASEN A ELLA Y A SU MADRE, A LAS CUALES DIOS POR SU SANTÍSIMA MISERICORDIA QUIERA PERDONAR SUS ALMAS.

La capilla de los Leones se convirtió posteriormente en propiedad del convento de San Francisco, y éste fue desamortizado y demolido en 1837, por lo que nada se ha conservado de los restos mortales de ambas damas.